# 아루토코로니노 데이리
《아루토코로니노 데이리》(アルトコロニーの定理, 알토코로니의 정리)는 RADWIMPS의 메이져 3번째, 통산 5번째 정규 앨범이다.

## 개요
- 이전 앨범으로부터 약 2년 3개월 만에 발매됐다.
- 1월 7일에 앨범발매를 알렸다.
- 1월 26일에 타이틀과 쟈켓사진이 공개됐다.
- 2월 4일에 수록곡이 발표됐다.

## 수록곡
1. 타유타 (タユタ)
2. 오샤카샤마 (おしゃかしゃま)
3. 백파이프 (バグパイプ 바구파이푸[*])
4. 수수께끼 (謎謎 나조나조[*])
5. 나노카 (七ノ歌)
6. One Man Live
7. 소쿠라틱쿠라부 (ソクラティックラブ)
8. 메르헨과 그레텔 (メルヘンとグレーテル 메루헨토 구레테루[*])
9. 아메오토코 (雨音子)
10. 오더메이드(オーダーメイド 오다메이도[*])
11. 마직쿠미라 (魔法鏡)
12. 사케베 (叫べ)
13. 37458 (미나시고로하치)

모든 작사·작곡은 노다 요지로.

## 판매량
| Chart                 | 순위 | 판매량    |
| --------------------- | ---- | --------- |
| 오리콘 일간 앨범 차트 | 1위  | 77,493장  |
| 오리콘 주간 앨범 차트 | 2위  | 212,865장 |
| 오리콘 월간 앨범 차트 | 위   | 장        |
| 오리콘 연간 앨범 차트 | 위   | 장        |